# Вопль (фильм, 2010)
«Вопль» (англ. Howl) — американский художественный фильм 2010 года режиссёров и сценаристов Роба Эпштейна и Джеффри Фридмана на основе одноимённой поэмы Аллена Гинзберга и биографии её автора.
Премьера фильма состоялась 21 января 2010 года на кинофестивале Санденс. 24 сентября 2010 фильм вышел в ограниченный прокат в США.

## Сюжет
В форме нелинейного повествования картина повествует о жизни поэта Аллена Гинзберга в 1950—1960 годах, включая исполнение поэмы автором в Шестой Галерее в 1955 году, суд по обвинению в непристойности, сцены из жизни Алана Гинзберга, описывающие его отношения с Джеком Керуаком, Нилом Кэссиди и Питером Орловски. Также в фильме полностью зачитывается поэма «Вопль», снабжённая мультипликационными образами, созданными Эриком Друкером. Позднее эти образы вошли в книгу «Howl: A Graphic Novel» (2010).

## В ролях
| Актёр             | Роль                                                      |
| ----------------- | --------------------------------------------------------- |
| Джеймс Франко     | поэт, автор поэмы «Вопль» Аллен Гинзберг                  |
| Дэвид Стрэтэйрн   | обвинитель Ральф Макинтош                                 |
| Мэри-Луиз Паркер  | радиоведущая, свидетель Гейл Поттер                       |
| Боб Балабан       | судья Клейтон Хорн                                        |
| Джон Хэмм         | адвокат на судебном процессе Джейк Эрлих                  |
| Эндрю Роджерс     | книгоиздатель, обвиняемый на процессе Лоуренс Ферлингетти |
| Трит Уильямс      | писатель и критик Марк Шорер                              |
| Джон Прескотт     | друг Гинзберга Нил Кэссиди                                |
| Алессандро Нивола | литературный критик, свидетель Лютер Николс               |
| Джефф Дэниэлс     | профессор Дэвид Кирк                                      |
| Тодд Ротонди      | писатель и поэт Джек Керуак                               |
| Аарон Твейт       | поэт, партнёр Гинзберга Питер Орловски                    |

## Отзывы и награды
Фильм получил по большей части положительные оценки. Картину и работу режиссёров похвалили критики The New York Times и San Francisco Chronicle. По состоянию на конец августа 2011 фильм имеет рейтинг 62 % на Rotten Tomatoes (64 свежих и 39 гнилых рецензий); на портале Metacritic картина имеет 63 пункта из 100 (основываясь на 24 рецензиях); рейтинг IMDb фильма составляет 6.8.
| Год  | Кинопремия/Кинофестиваль                                                  | Категория/награда                  | Номинант                                                                              | Результат |
| ---- | ------------------------------------------------------------------------- | ---------------------------------- | ------------------------------------------------------------------------------------- | --------- |
| 2010 | Берлинский кинофестиваль                                                  | Золотой медведь                    | Роб Эпштейн, Джеффри Фридман                                                          | Номинация |
| 2010 | Central Ohio Film Critics Association                                     | Actor of the Year                  | Джеймс Франко (в том числе за фильмы 127 часов, Ешь, Молись, Люби, Безумное свидание) | Победа    |
| 2011 | Dorian Awards (Gay and Lesbian Entertainment Critics Association (GALECA) | Film Performance of the Year       | Джеймс Франко                                                                         | Номинация |
| 2011 | Dorian Awards (Gay and Lesbian Entertainment Critics Association (GALECA) | LGBT-Themed Film of the Year       | Роб Эпштейн, Джеффри Фридман                                                          | Номинация |
| 2011 | GLAAD Media Awards                                                        | Outstanding Film — Limited Release | Роб Эпштейн, Джеффри Фридман                                                          | Номинация |
| 2011 | International Cinephile Society Awards                                    | Best Animated Film                 | Роб Эпштейн, Джеффри Фридман                                                          | Номинация |
| 2010 | Премия национального совета кинокритиков США                              | Freedom of Expression Award        | Роб Эпштейн, Джеффри Фридман                                                          | Победа    |
| 2010 | Sundance Film Festival                                                    | Grand Jury Prize                   | Роб Эпштейн, Джеффри Фридман                                                          | Номинация |